# Сава Јеремић (официр)
Сава И. Јеремић (1879 — 1964.) био је потпоручник и поручник, водник Дунавског, Моравског и Тимочког артиљеријског пука, а као капетан командовао је 5. батеријом Тимочког артиљеријског пука. Рођен је 11. јануара 1879. године у Књажевцу, од оца Илије и мајке Катарине - Тине. Одликован је Златном медаљом за храброст, сребрном медаљом за редовну службу, ратним споменицима и Бугарским орденом за заслуге IV реда. Умро је 1964. године у родном граду.

## Биографија
Сава И. Јеремић рођен је 11. јануара 1879. године у Књажевцу, од оца Илије и мајке Катарине - Тине. Основну школу и четири разреда гимназије свршио у Књажевцу, остала четири и матуру у Зајечару. Као матурант ступио је у Војну академију (XXXII класа), а по окончању школовања (1901) унапређен у чин артиљеријског потпоручника. Као потпоручник и поручник био је водник Дунавског, Моравског и Тимочког артиљеријског пука, а као капетан командовао је 5. батеријом Тимочког артиљеријског пука. У браку са Љубицом Ракић имао је петоро деце - Братислава, Љубинка, Надежду, Владимира и Љубишу. Упокојио се у Књажевцу 1964. године.

## Политичко ангажовање
У I Балканском рату (1912) био је командир батерије истог пука Тимочке дивизије I позива. Учествовао у борбама код Ћустендила и Црног Врха, као и у опсади и освајању Једрена. У II Балканском рату (1913) као капетан I класе командовао 5. батеријом Тимочког артиљеријског пука код Пирота. За време Првог светског рата (1914-1918) био је мајор - ађутант команданта I армије; командир батерије у Шумадијском артиљеријском пуку Шумадијске дивизије I позива. Учествовао у боју код Шапца и Колубарској бици; ађутант групе тешке артиљерије и референт артиљерије Дунавске дивизијске области. По завршетку рата као потпуковник на служби у Књажевачком војном округу - ислеђивао кривице учињене од Бугара за време окупације. Пензионисан је 30. августа 1923. године

## Награде
Одликован Златном медаљом за храброст, сребрном медаљом за редовну службу, ратним споменицима и Бугарским орденом за заслуге IV реда. Носилац је Албанске споменице и Споменице Њ. К. В. Петра Првог Карађорђевића.